# Карпухін (фільм)
Карпухін (рос. Карпухин) — радянський художній фільм 1972 року, знятий на кіностудії «Ленфільм».

## Сюжет
Шофер Карпухін потрапив під слідство через трагічну подію, в результаті якої загинула людина. Молодий слідчий, повіривши Карпухіну, взявся захищати підсудного, але в якийсь момент піддався чужій думці, після чого обвинуваченому довелося самому доводити свою невинність…

## У ролях
- Василь Корзун — Микола Андрійович Карпухін
- Сергій Данилін — Ніконов, слідчий
- Микола Єременко — Володимир Михайлович Овсянников, прокурор
- Олександр Борисов — Саричев, суддя
- Борис Коковкін — Владимиров, народний засідатель
- Любов Малиновська — Постникова, народний засідатель
- Федір Нікітін — Соломатін, адвокат
- Анатолій Абрамов — Євдоким Євдокимович Чарушин, пастух, свідок
- Тетяна Бестаєва — Зінаїда Петрівна Бокарьова, буфетниця
- Антоніна Бендова — Дуся, дружина Карпухіна
- Гнат Лейрер — Микола Юхимович Бобков, колега Карпухіна, секретар партосередку автобази
- Людмила Гурченко — Овсянникова, дружина прокурора
- Йосип Конопацький — приятель Овсянникова
- Людмила Старіцин — секретар суду
- Елеонора Александрова — вдова Мишакова
- Олександр Афанасьєв — сусід Карпухіна
- Валерій Биченко — Молоденков, причіплювач
- Микола Гаврилов — приятель Мишакова
- Володимир Карпенко — епізод
- Степан Крилов — батько Никонова
- Людмила Мартинова — Мартинова, лікар
- Олег Мокшанцев — Мишаков, потерпілий
- Михайло Мудров — людина в суді
- Петро Нікашин — приятель Мишакова
- Борис Сапегін — Сапегін, слідчий
- Анатолій Степанов — чоловік в залі суду
- Володимир Тикке — епізод
- Олег Хроменков — епізод
- Костянтин Малахов — підставний
- Василь Мінін — чоловік в залі суду
- Альберт Пєчніков — міліціонер
- Сергій Дворецький — міліціонер
- Олег Лєтніков — міліціонер
- Марія Призван-Соколова — прибиральниця

## Знімальна група
- Режисер — Володимир Венгеров
- Сценарист — Григорій Бакланов
- Оператор — Володимир Чумак
- Композитор — Ісаак Шварц
- Художник — Віктор Волін